# Paurankilantto
Paurankilantto är två sjöar ca fem kilometer ifrån varandra på var sin sida om toppen av Kuusi-Paurankivaara omkring 450 meter över havet, mitt emellan Jukkasjärvi och Vittangi i Kiruna kommun:
- Paurankilantto (Jukkasjärvi socken, Lappland, 752762-172145), sjö i Kiruna kommun, 67°45′35″N 21°03′00″Ö / 67.7598°N 21.0499°Ö (5,82 ha)
- Paurankilantto (Jukkasjärvi socken, Lappland, 753198-172341), sjö i Kiruna kommun, 67°47′43″N 21°06′19″Ö / 67.7952°N 21.1053°Ö